# Vermont/Sunset (Metro de Los Ángeles)
Vermont/Sunset es una estación subterránea en la línea B del Metro de Los Ángeles y es administrada por la Autoridad de Transporte Metropolitano del Condado de Los Ángeles. La estación se encuentra localizada en la Avenida Vermont y Sunset Boulevard en East Hollywood, California.

## Conexiones de autobús
Servicios del Metro
- Metro Local: 2, 175, 204, 206, 217, 302
- Metro Rapid: 754

Otros servicios locales
- LADOT DASH: Hollywood
- LADOT Griffith Observatory Shuttle (fines de semana solamente)